# Darabos Pál (irodalomtörténész)
Darabos Pál (Békéscsaba, 1931. március 2. – 2012. június 21.) könyvtáros, irodalomtörténész.

## Életpályája
Édesapja  kisiparos volt, édesanyja  a háztartásban dolgozott. 1945 és 1949 között a helyi gimnáziumban az ifjúsági könyvtárat kezelte. A Városi Könyvtárban töltötte szabadidejét könyvtári önkéntesként. Itt, a Féja Géza vezetése alatt álló soknyelvű és tartalmú, mintegy harmincezer kötetes könyvtárban tárult ki előtte a teljes szellemi világ.
1954-től kezdve a Magyar Tudományos Akadémia Könyvtárában dolgozott. Itt ismerte meg  Hamvas Béla, a harmincas–negyvenes évek folyóiratainak hasábjain rejtőző munkásságát, és Féja Gézáét is. Hamvas Bélával 1958-ban ismerkedett meg személyesen az akadémiai könyvtárban. A B-listázott Hamvas műveinek megismerése akkor csak nagyon kevesek számára volt lehetséges. E művek megismerését és szellemi hátterük, a hagyomány általa legteljesebben kifejtett gondolatának felderítését tűzte ki célul maga elé még a hatvanas években.
A 60-as években elsősorban az akkori kortárs amerikai írók, a „beat-nemzedék” képviselőinek, elsősorban Jack Kerouacnek és J. D. Salingernek a művei kapcsán írt.
Hamvas Béla műveivel és a hagyomány gondolatával kapcsolatos nézeteinek  összefoglalására a nyolcvanas években írta meg Hamvas-monográfiáját.
Angol, francia és német nyelvű művekből készült és megjelent fordításai, valamint hozzájuk fűzött tanulmányai is a hagyomány gondolatkörének megismertetését szolgálják.

## Művei
- Hamvas Béla. Egy életmű fiziognómiája. i-ii. (Farkas Lőrinc Imre Könyvkiadó, 1997.)  I-III. (Bp., Hamvas Intézet, 2002)
- In memoriam Hamvas Béla (szerk., Molnár Mártonnal közösen, Bp., Hamvas Intézet, 2002)
- René Guénon élete és életműve a hagyomány gondolatainak szolgálatában (in: Szathmári Botond (szerk.): Gyémántnál keményebb. 100 éve született Hamvas Béla, Bp., Mont Humán Menedzser Iroda, 1997)